# بیرتا
بیرتا (به هلندی: Beerta) یک منطقهٔ مسکونی در هلند است که در شهرستان الدآمبت واقع شده‌است. بیرتا ۲٬۳۶۵ نفر جمعیت دارد.